# Pierre Delcloche
Pierre Delcloche (Dinant - Namur, 1729) est un peintre liégeois des 17e et 18e siècles. Il est le père de Perpète Delcloche et de Paul-Joseph Delcloche.